# 那產機場
那产机场是一个位于越南西北部山罗省枚山县的国内机场。建造于1950年。2004年，因为基础设施老化问题严重而暂停运营。2022年3月，山罗省人民委员会向越南政府总理提出重新建设投资那产机场，并正在建设中。